# Еландський міст
Еландський міст (швед. Ölandsbron - автодорожній міст в Швеції, що сполучає місто Кальмар на березі Скандинавського півострова з містом Ферьєстаден на острові Еланд на сході від Кальмара, перетинаючи тим самим протоку Кальмарсунд. Взимку протока Кальмарсунд може замерзати, а вітрові швидкості течій зазвичай не перевищують 4 км/год. 

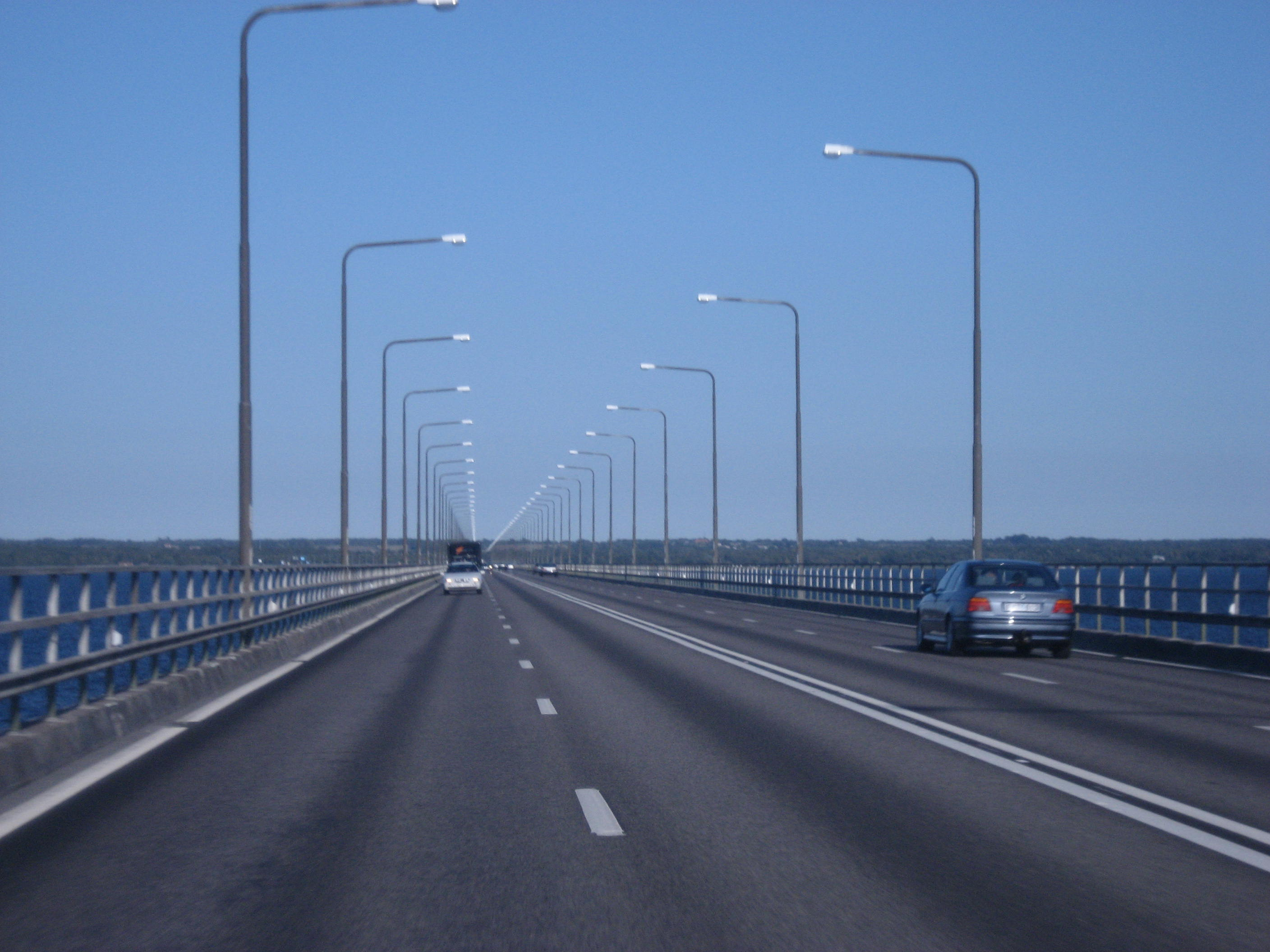
Дорожнє полотно на мосту

Довжина моста дорівнює 6072 м, має 156 опор і характерний горб в західній його частині, створений, щоб забезпечити 36-метровий проміжок для прямуючих під мостом кораблів. Міст є найдовшим у Швеції. Ересуннський міст перевищує його по довжині, але лише частина його знаходиться в Швеції. 

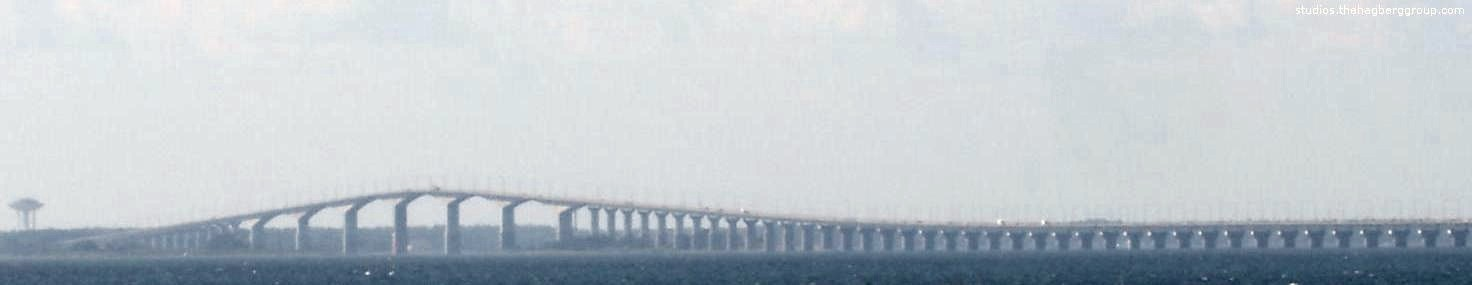
Фотографія Еландського мосту, вид з острова Еланд